# 赫胥黎陨石坑
赫胥黎陨石坑（Huxley）是月球正面雨海东南边沿的一座小撞击坑，其名称取自英国比较解剖学生物学家托马斯·亨利·赫胥黎(1825年-1895年)，1973年被国际天文学联合会正式接受。

## 描述

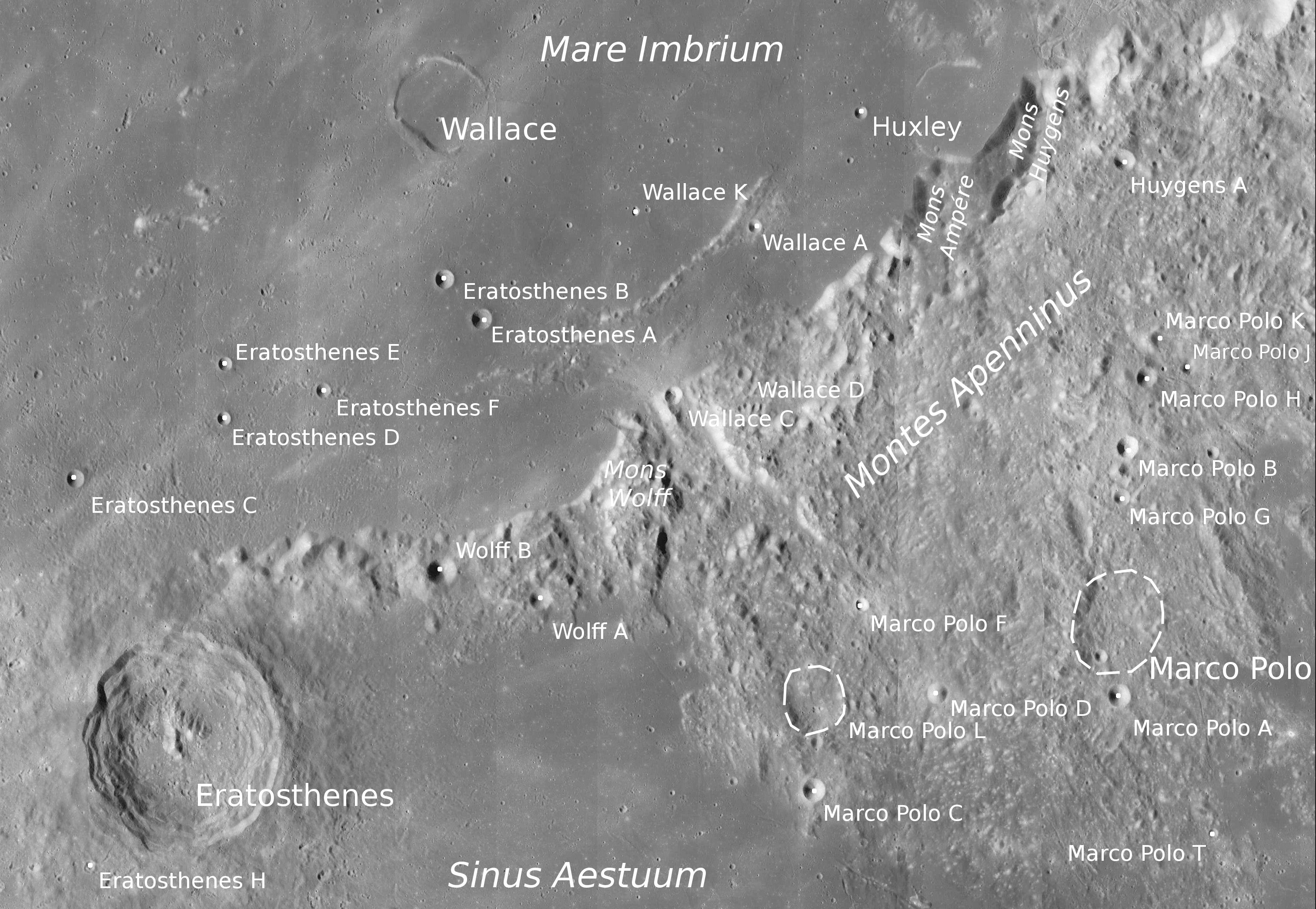
赫胥黎陨石坑的周边，月球勘测轨道飞行器拍摄。

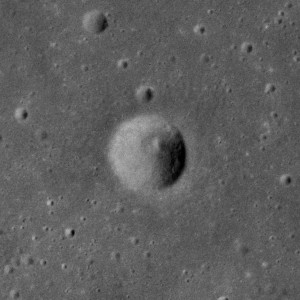
阿波罗17号拍摄的图像

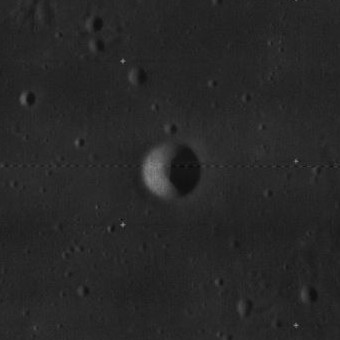
月球轨道器4号拍摄的图像

该陨坑西侧和西北靠近已被熔岩淹没的华莱士陨石坑和麦克米伦陨石坑之间、东北偏东和东南分别毗邻年轻的科农陨石坑及废墟般的马可·波罗陨石坑，醒目的厄拉多塞陨石坑则坐落在它的西南。赫胥黎陨石坑的北面横亘了阿基米德山脉、东南濒临腐沼，亚平宁山脉绵延在它的东南(陨坑的东侧坐落了惠更斯山、东南邻近安培山)，它们的后面是较小的有汽海，而西南偏南方则是位于岛海中的浪湾)。该陨坑中心月面坐标为20°12′N 4°32′W / 20.2°N 4.54°W，直径3.48公里，深约0.69公里。
赫胥黎陨石坑是一座圆杯状的撞击坑，几乎未受到明显的撞击侵蚀，沿内侧壁呈现出年轻陨坑所具有的高反照率特征。坑壁平均高出周边地形130米，内部容积约有1.69公里3。其形态特征隶属于"ALC 型"(以该类陨石坑的典型代表—卫星坑"阿尔巴塔尼环形山 C"所命名)。
在1973年被国际天文学联合会正式命名前，该陨坑曾被称作卫星坑"华莱士 B"(所谓的"卫星坑标记法"：以所靠近的主坑名+字母来命名)。

## 另请参阅
- Andersson, L. E.; Whitaker, E. A. . NASA RP-1097. 1982.
- Blue, Jennifer. . USGS. July 25, 2007  [2007-08-05]. （原始内容存档于2015-05-26）.
- Bussey, B.; Spudis, P. . New York: Cambridge University Press. 2004. ISBN 978-0-521-81528-4.
- Cocks, Elijah E.; Cocks, Josiah C. . Tudor Publishers. 1995. ISBN 978-0-936389-27-1.
- McDowell, Jonathan. . Jonathan's Space Report. July 15, 2007  [2007-10-24]. （原始内容存档于2015-01-12）.
- Menzel, D. H.; Minnaert, M.; Levin, B.; Dollfus, A.; Bell, B. . Space Science Reviews. 1971, 12 (2): 136–186. Bibcode:1971SSRv...12..136M. doi:10.1007/BF00171763.
- Moore, Patrick. . Sterling Publishing Co. 2001. ISBN 978-0-304-35469-6.
- Price, Fred W. . Cambridge University Press. 1988. ISBN 978-0-521-33500-3.
- Rükl, Antonín. . Kalmbach Books. 1990. ISBN 978-0-913135-17-4.
- Webb, Rev. T. W.  6th revised. Dover. 1962. ISBN 978-0-486-20917-3.
- Whitaker, Ewen A. . Cambridge University Press. 1999. ISBN 978-0-521-62248-6.
- Wlasuk, Peter T. . Springer. 2000. ISBN 978-1-85233-193-1.